# Дора (Алабама)
Дора (енгл. Dora) град је у америчкој савезној држави Алабама. По попису становништва из 2010. у њему је живело 2.025 становника.

## Демографија
Према попису становништва из 2010. у граду је живело 2.025 становника, што је 388 (16,1%) становника мање него 2000. године.
| Група             | 2000.         | 2010.         |
| Белци             | 1.944 (80,6%) | 1.730 (85,4%) |
| Афроамериканци    | 402 (16,7%)   | 248 (12,2%)   |
| Азијати           | 5 (0,2%)      | 1 (0,0%)      |
| Хиспаноамериканци | 3 (0,1%)      | 14 (0,7%)     |
| Укупно            | 2.413         | 2.025         |